# Entionella fluviatilis
Entionella fluviatilis là một loài chân đều trong họ Entoniscidae. Loài này được Miyashita miêu tả khoa học năm 1941.